# Araneus hispaniola
Araneus hispaniola är en spindelart som först beskrevs av Bryant 1945.  Araneus hispaniola ingår i släktet Araneus och familjen hjulspindlar. Inga underarter finns listade i Catalogue of Life.